# Сехадете Мекули
Сехадете Мекули (алб. Sehadete Mekuli; Охрид, 16. октобар 1928 — Приштина, 12. новембар 2013) била је југословенска професорка, гинеколог и јавни радник. Постала је позната по неговању повређених демонстраната током немира на Косову 1981. године, када су Албанци захтевали отцепљење САП Косова од СР Србије и СФР Југославије. Због тога јој је ускраћено звање редовног професора на Медицинском факултету Универзитета у Приштини и принуђена је да оде у превремену пензију 1988. године.
Била је удата за песника Есада Мекулија. Била је инспирација за лик Теуте Шкрели у роману Исмаила Кадареа — Krushqit jane te ngrire (срп. Свадбена поворка претворена у лед).

## Биографија
Рођена је 16. октобра 1928. године у албанској породици Охриду. Гимназију је завршила 1947. године у свом родном граду, а затим је студирала медицину на Универзитету у Скопљу, где је дипломирала 7. јануара 1954. Од 1. априла 1954. године почела је да ради у болници у Приштини као гинеколог и акушер. Специјализовала је гинекологију марта 1960. године у Београду. Од 1960. до 1962. године била је шеф Гинеколошко-акушерског павиљона болнице у Приштини. Године 1963, из политичких разлога, напустила је рад у болници и постала начелник Диспанзера (јавног диспанзера), у оквиру Дома здравља Приштина. Јануара 1968. године вратила се на функцију начелника Гинеколошко-акушерског павиљона у болници у Приштини. Такође је развила циклус предавања за школе и домове за унапређење здравственог васпитања девојчица.
Након отварања Универзитета у Приштини, била је изабрана за примаријуса Медицинског факултета који је отворен 1970. Докторирала је на Универзитету у Београду 1973. и постала ванредни професор на Универзитету у Приштини 1976. Учествовала је у оснивању Удружења лекара Косова и руководила издавањем медицинског часописа Praxis medica. Почев од 1972. године била је директор Гинеколошке клинике у оквиру Медицинског факултета Универзитета у Приштини. Издала је 31 чланак у медицинским часописима.
Била је удата за песника Есада Мекулија (1916—1993). Преминула је 12. новембра 2013. године у Приштини, а имала је двоје деце.

### Немири на Косову 1981.
Године 1981. бринула о демонстрантима повређеним током немира на Косову 1981. године, када су Албанци захтевали отцепљење САП Косова од СР Србије и СФР Југославије. Оптужена је да је стала на страну демонстраната у њиховим захтевима. Због ових поступака, Универзитет у Приштини је одбио да је унапреди у звање редовног професора, па је у октобру 1988. била приморана да оде у превремену пензију. Након распада Југославије, сви здравствени радници са клинике су избачени. Године 1996. отворила је приватну клинику за гинекологију и акушерство у сарадњи са добротворном организацијом Мајке Терезе, која је довела гинекологе са читаве територије Косова и Метохије да лече жене.
Њени лик и дело инспирисали су Исмаила Кадареа у стварању лика Теуте Шкрели из романа Krushqit jane te ngrire (срп. Свадбена поворка претворена у лед).